# Peter Petersen (Pädagoge)
Peter Petersen (* 26. Juni 1884 in Großenwiehe bei Flensburg; † 21. März 1952 in Jena) war ein deutscher Reformpädagoge und Professor an der Universität Jena sowie der Begründer der Jenaplan-Reformpädagogik. Er prägte den Begriff Frontalunterricht für den Klassenunterricht, den sein Konzept in Frage stellte. Nachdem er sich zunächst für die Pädagogik Maria Montessoris begeisterte, wandte er sich in den Jahren um 1930 von ihr ab und besann sich nun auf die Ideen Fröbels.
Wegen restaurativer Äußerungen nach dem Zweiten Weltkrieg und weil seine Veröffentlichungen während der Zeit des Nationalsozialismus auch rassistische und antisemitische Ansichten enthielten, ist er in die Kritik geraten.

## Biographisches

### Familie und Dorfschule
Peter Petersen wurde am 26. Juni 1884 in Großenwiehe in der Nähe von Flensburg geboren. Seine Familie bewirtschaftete einen eigenen Bauernhof. Petersen wuchs in einer bäuerlichen Lebensgemeinschaft als ältestes von insgesamt sieben Geschwistern auf. Das großfamiliäre Zusammenleben formte seinen Charakter und prägte seine pädagogische Arbeit. Petersens gesamte Pädagogik dreht sich um die Lebensgemeinschaft. Auch der religiöse Charakter von Petersens Werk geht wesentlich auf den Einfluss seines evangelisch-lutherischen Elternhauses zurück. Die Einbindung des Menschen in die Gemeinschaft hat für den erzieherischen Erfolg, worunter Petersen die Vergeistigung versteht, höchste Priorität.
Petersens familiärer Hintergrund hat auf unterschiedliche Weise Niederschlag in seinem Erziehungskonzept gefunden. Familie ist für ihn die erste Zelle, aus der sich das von ihm angestrebte „Humane“ entwickeln kann. Dabei geht es ihm weniger um die „heile“ Familienwelt als um das Erleben einer „lebensechten“ und mit ihren Konflikten auch „lebensharten“ Familie. Er formuliert dies in der Führungslehre so:

„Der Mensch muss zur gesunden und vollen Entfaltung seines Wesens einen Kreis von Menschen besitzen, […] die für ihn als ganzen Menschen Verständnis besitzen, und zwar ein Verständnis, das weniger auf intellektueller Klarheit ruht, als erlebt und gefühlt wird ohne Worte, eben darum Begriffe verschmäht und an ihre Stelle den Blick des Auges, den Druck einer Hand vor allem die stets bereite Tat der Hilfe und des Beistandes setzt.“

Als förderlich für das Aufwachsen und Lernen junger Menschen erkennt Petersen auch das selbstverständliche und natürliche Miteinander von Jung und Alt, Erfahren und Unerfahren. Dies setzt er in der Jenaplan-Schule in den Stammgruppen um.
Weiter erlebte Petersen auf dem Hof seiner Familie sinnerfüllte Arbeit, die lebensnotwendig für die Gemeinschaft ist. Ihm wurde bewusst, dass Menschen dadurch Selbstbewusstsein und Selbstwert entwickeln. Ähnlich wie auf einem Bauernhof sieht Petersen die kindgerechte Schule als eine Lebensstätte, die ein überschaubarer und verstehbarer Ort sein kann und sollte, der von den Kindern als „Heimat“ empfunden werden darf.
In seinem Heimatort beeinflussten ihn seine beiden „begnadeten Dorfschulmeister“ am intensivsten. Er schrieb selbst von ihnen, dass sie ihm die allerbeste, grundlegende Bildung für sein Leben mitgegeben hätten. Mit ihrer Hilfe bewältigte er die Lerninhalte von acht in nur fünf Schuljahren. Ihr Unterricht war jahrgangsübergreifend (von sechs bis 14 Jahren) und so konnte er an den Diskussionen der Älteren teilnehmen und in den Pausen weiterarbeiten. Seine Lehrer gaben der unmittelbaren und tätigen Erfahrung mit Umwelt und Kultur den Vorrang vor Belehrung. Sie ließen den Schülern genug Zeit, um sich mit den für sie bedeutsamen und noch fragwürdigen Inhalten zu beschäftigen. Diese Erfahrungen bewogen ihn später, in der Führungslehre zu schreiben:

„Das Kind begehrt noch sehnlichst nach dem Neuen, sieht, hört, ertastet viel mehr als der Erwachsene […] und eben auch an dem, was ihm […] im Schulraume an Reizen gegeben ist. […] Welcher methodische Fehltritt daher, dem Kind regelgebundene Wege beim Anschauen, beim denkenden Erarbeiten usf. zu weisen und die wachen Sinne für Arbeit und Aufnehmen in den Schulen matt und stumpf machen. […] Verbunden mit dem angeborenen Tätigkeitsdrang ist eine Wachheit der Sinne, die wir in den Schulen spielen lassen müssen. […] Das Kind will gerade die Welt kennenlernen, wie sie wirklich ist, nach allen Seiten, mit allen ihm angeborenen Funktionen sie aufnehmen, sie in sich hineinholen.“

Außerdem machte Petersen in der Dorfschule die Erfahrung, dass sachliches Arbeiten und ehrliche Leistung nur dann möglich sind, wenn einem Kind genügend Zeit und Ruhe gelassen werden, so dass es sich der Sache mit Muße und Hingabe widmen kann. Er schrieb später:

„Wir müssen die Liebe zur Sache entwickeln, die Fähigkeit, sich auf lange Zeit mit einer Sache zu befassen, sie von vielen Seiten anzusehen und anzupacken; Schüler und Sache müssen weitgehend miteinander eins werden.“

Petersen hebt hervor, bei den Kindern entdeckendes Lernen zu fördern, ihnen den Freiraum zu geben, um zu gestalten, zu leben und darzustellen. Gleichzeitig warnt er davor, dass in Schulen „Papageienwissen“ eintrainiert wird, das zwar den Vorteil der einfachen Überprüfbarkeit habe, aber keinen Beitrag zur Humanisierung des Kindes leiste.

### Gymnasium – Studium – Lehrer – Schulleiter
Im Jahre 1896 wechselte er auf das Flensburger Gymnasium. Er erfuhr hier, dass die autoritäre Schule des wilhelminischen Kaiserreiches ausschließlich an der Erziehung des Jugendlichen zu einem gehorsamen Untertanen und am Erhalt der gesellschaftlichen Strukturen interessiert war. Während die Gymnasialzeit eine Zeit der Einsamkeit und materieller Not war, wusste er um die finanziellen Entbehrungen seiner Familie für seine Ausbildung. Mit dem Abitur wechselte er 1904 an die Universität Leipzig, später Kiel, Kopenhagen und Universität Posen. Er studierte evangelische Theologie (Hauptfach), Philologie, Geschichte, Psychologie und Nationalökonomie und wurde in die empirische Forschung durch den Psychologen Wilhelm Wundt eingeführt. 1908 schloss er seine Dissertation bei Rudolf Eucken über die Philosophie Wundts ab. 1909 legte Petersen das Staatsexamen für das Lehramt an Gymnasien ab und durchlief zunächst das Referendariat am Königin-Carola-Gymnasium in Leipzig.
Petersens erziehungswissenschaftliches Interesse und sein Reformgeist wurden geweckt, nachdem er während seines Referendariats an das humanistische Johanneum-Gymnasium in Hamburg wechselte, wo er als Oberlehrer bis 1919 tätig war. Neben seiner schulischen Verpflichtung arbeitete er ab 1912 als Vorstandsmitglied im Bund für Schulreform, in dem er drei Jahre später aufgrund seiner Expertise zu den bestehenden Schulreformvorstellungen zum Schriftführer in der nun umbenannten Arbeitsgruppe „Deutscher Ausschuss für Erziehung und Unterricht“ ernannt wurde. Er übernahm 1919 die Leitung der nach Alfred Lichtwark reformpädagogisch ausgerichteten Lichtwarkschule in Hamburg, in der junge Menschen selbstbestimmt und verantwortlich an der Demokratisierung des gesellschaftlichen Lebens teilhaben sollten. Parallel zu den beiden eben genannten Tätigkeiten wirkte Petersen zusätzlich in einer Hamburger Arbeitsgruppe an Ernst Meumanns „Institut für Jugendkunde“ mit, in dem alle Schul- und Unterrichtsfragen auf der Basis experimenteller Psychologie untersucht werden sollten, um so die neue Pädagogik begründen zu können. Petersens Erfahrungen während dieser Zeit bildeten die Ansatzpunkte für den späteren Jenaplan; es reifte in ihm die Vision einer allen Kindern zugänglichen Einheitsschule, in der Selbständigkeit und -tätigkeit zentral sind.

### Wissenschaftliche Karriere
1920 wurde Petersen, der sich als strenggläubiger Lutheraner verstand, über Aristoteles-Rezeption im protestantischen Deutschland in Hamburg habilitiert. Seine Hoffnung auf den pädagogischen Lehrstuhl an der neu gegründeten Universität Hamburg erfüllte sich aber nicht, als ihm 1923 der unbedeutende, doch politisch genehme Gustaf Deuchler vorgezogen wurde. Petersen galt als nicht genügend demokratisch. In dieser Phase erlitt Petersen einen körperlichen Zusammenbruch mit wochenlangem Klinikaufenthalt.
In der Allgemeinen Erziehungswissenschaft (I. Teil, 1924; II. Teil, 1931; III. Teil 1954 posthum) entwarf er eine eigenständige systematische Erziehungswissenschaft, die aller Pädagogik, Didaktik und Methodik vorausgehen soll. 1925 folgte eine Darstellung zur Philosophie Wundts. Petersens Schwerpunkt verlagerte sich nun stärker auf praktische Fragen der Erziehung und Schule. 1923 berief ihn die Universität Jena auf den Lehrstuhl für Erziehungswissenschaft mit dem politisch unterstützten Auftrag, eine universitäre Volksschullehrerausbildung aufzubauen und das Verhältnis von pädagogischer Theorie und Praxis auf eine neue Grundlage zu stellen. Die angeschlossene Universitätsschule, in der die Theorie praktisch überprüft und umgekehrt die Praxis in die Theorie einfloss, wurde von Petersen in eine „Lebensstätte des Kindes“ umgewandelt. 1924 erschien zuerst in dänischer Sprache die Vortragssammlung zur Reformpädagogik Die Neueuropäische Erziehungsbewegung. Aufgrund der sich verschlechternden politischen Lage nutzte Petersen zum Ende der 1920er Jahre die weltweiten Einladungen, um über seine Pädagogik zu referieren. 1927 in Locarno auf der Tagung des „Weltbundes für Erneuerung der Erziehung“ (New Education Fellowship) wurde der Schulversuch Petersens von den Tagungsteilnehmern als Jenaplan tituliert und ging so in die pädagogische Geschichte ein. Diesem kleinen Jenaplan folgte der ausgearbeitete Große Jenaplan 1930–1934.
Eine weitere Seite Petersens sind seine Beiträge zum Religionsunterricht. Seine Ethik hatte ihre Wurzeln tief im Religiösen. Er stellte daher wie Martin Luther den Dienst in der Welt und für die Gemeinschaft in die Mitte religiöser Erziehung. „Es gibt keine Menschenerziehung ohne Religion.“
Neben seiner Tätigkeiten als Forscher und Professor verantwortete Petersen zwei Buchreihen bei dem Weimarer Böhlau-Verlag. Zwischen 1925 und 1936 erschienen 23 Bänden in der Reihe „Forschungen und Werke zur Erziehungswissenschaft“ und zwischen 1928 und 1936 acht Bände in der Reihe „Pädagogik des Auslands“. Letztere enthält deutschsprachige Übersetzungen von ausgewählten zeitgenössischen Werken über Erziehung in der Schweiz, Belgien, Holland, Dänemark, Italien, Indien und den USA.

### Petersen und die „nordische Pädagogik“
1932 und 1933 engagierte sich Petersen im Christlich-Sozialen Volksdienst (CSVD) und kandidierte für diesen dreimal erfolglos bei den Wahlen zum Reichstag. In der NS-Zeit trat er nicht der NSDAP bei, doch 1934 dem Nationalsozialistischen Lehrerbund.
Diese Phase wird kontrovers diskutiert, da Petersen sich teilweise positiv zu Aspekten der nationalsozialistischen Ideologie äußerte. Schon 1933 setzte sich Fritz Helling aus dem „Bund Entschiedener Schulreformer“ mit Petersens antidemokratischer Konzeption auseinander. Nach Ansicht des Erziehungswissenschaftlers Hilbert Meyer hat sich Petersen „mehr als kompromittiert“. 1934 schrieb er z. B.: „Es bezeugt die Instinktsicherheit des Nationalsozialismus, dass er auch die national gefährlichen Verzerrungen und Afterbilder im Bezirk der Wissenschaft geißelt und zu beseitigen entschlossen ist.“
Auf der Grundlage eines an der Universität Frankfurt durchgeführten Forschungsprojekts bewertete der Erziehungswissenschaftler Benjamin Ortmeyer die Schriften Petersens in der NS-Zeit neu.
So verfasste Petersen 1933 in der Artamanen-Zeitschrift Blut und Boden eine laut Ortmeyer antisemitische Buchrezension (in der er u. a. schrieb, Juden wirkten „für uns zersetzend, verflachend, ja vergiftend“) und 1941 einen Beitrag zur Rassenlehre (Rassische Hochwertigkeit), der die Weißen über die Schwarzen („Neger“) stellte und das „Wahnideal der ‚Gleichheit der Völker‘“ kritisierte.
Eine weitere Untersuchung, Rassenhygiene als Erziehungsideologie des Dritten Reichs, konstatiert, dass Petersen der einzige namhafte Vertreter der geisteswissenschaftlichen Pädagogik gewesen sei, der sich das nationalsozialistische Rassenkonzept zu eigen gemacht habe. In mehreren Beiträgen habe er versucht, eine „nordische Pädagogik“ zu entwerfen. Manche von Petersens Schülern, wie der spätere SS-Sturmbannführer Werner Pohl oder der bei ihm 1938 habilitierte Heinrich Döpp-Vorwald, arbeiteten über rassenpädagogische Themen. An erster Stelle werden als Petersens Schüler Robert Reigbert, Arno Förtsch und Gerhard Steiner genannt.
1939 wurde Petersen das „Silberne Treudienst-Ehrenzeichen“ verliehen. 1944 wurde er gemeinsam mit dem Jenaer Rektor Karl Astel Dozent für Lagerinsassen des KZ Buchenwald und hielt Vorträge zur „Germanisierung“ verschleppter norwegischer Studenten.
Demgegenüber verwies Hartmut Draeger (Vizepräsident der Gesellschaft für Jenaplan-Pädagogik) im Jahr 2008 auf Petersens bewusste Strategie der Zweigleisigkeit zum Schutz seines Schulmodells und seine Ablehnung nationalsozialistischen Denkens in pädagogischen Fragen wie Integration, Inklusion, eigenständiges Arbeiten und Forschen, demokratische Partizipation und mitmenschliche, nicht-militaristische Umgangsformen im Schulleben.

### Nach 1945

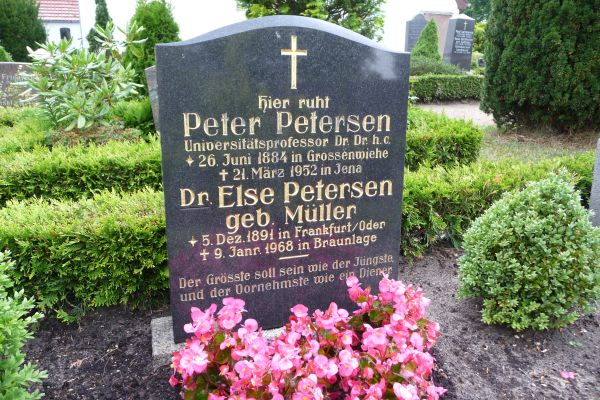
Das Grab Peter Petersens in Großenwiehe bei Flensburg

Nach dem Krieg arbeitete Petersen zunächst in der SBZ als Professor weiter, allerdings nur bis 1950, als seine Versuchsschule durch die SED als ein „reaktionäres, politisch sehr gefährliches Überbleibsel aus der Weimarer Republik“ geschlossen wurde. Am 1. Februar 1946 war Petersen in die SPD eingetreten. Durch deren Zwangsvereinigung mit der KPD im April 1946 in der sowjetisch besetzten Zone wurde er Mitglied der SED, die er am 4. Mai 1948 aus Protest verließ. Er versuchte in Westdeutschland eine Professur zu bekommen, was jedoch – wie auch bei anderen Reformern – scheiterte.
1952 starb er in Jena und wurde in seinem Heimatort Großenwiehe begraben. Auf seinem Grabstein ist ein Satz gemeißelt, der den hohen Anspruch seiner Pädagogik (als einen Dienst am Menschen) wiedergibt:

„Der Größte unter euch soll sein wie der Jüngste und der Vornehmste wie ein Diener.“

Nach Ortmeyer blieb Petersen bis zu seinem Tod Rassist und ein Verteidiger der Idee des Nationalsozialismus. So schreibt er in seinem 1954 postum veröffentlichten Werk Allgemeine Erziehungswissenschaft: „Unter ihnen [den Führungspersonen des NS-Regimes] wandelte sich der Nationalsozialismus zum teuflischen Nazismus und bewirkte in jeder Hinsicht durchaus das Gegenteil von dem, was sein kompiliertes Programm verhieß […]. Auf jedem Gebiet der Politik wie der Kultur war bei seinem Zusammenbruch das Entgegengesetzte der so laut verkündeten Forderungen erreicht: […] das deutsche Volk rassisch verunreinigt und aufgelöst“.
Eine derartige Sichtweise ist in der Forschung umstritten. Hein Retter hat in einer bisher unveröffentlichten Studie Ortmeyers Interpretation dieser Stelle als „mangelhaft“ zurückgewiesen.

## Privatleben
Peter Petersen war zweimal verheiratet und hatte sechs Kinder.
1911 heiratet Petersen Gertrud Zoden (* 17. Dezember 1892 in Hamburg; † 23. Januar 1957 in Jena) in der Kirche St. Johannis in Hamburg-Harvestehude, nachdem das Paar sich knapp ein Jahr zuvor verlobt hatte. Sie hatten zusammen eine Tochter (Hilde, * 1912) und zwei Söhne, Uwe Karsten (* 1914) und Karl-Dietrich (genannt Dieter), (* 1916), die alle in der Kirche St. Johannis getauft wurden. Nach 16 Jahren wurde die Ehe am 22. Dezember 1927 geschieden. Seit November 1923 hatte Petersen in Jena eine Professorenstelle inne und noch 1924 widmete Petersen sein Werk Allgemeine Erziehungswissenschaft seiner Frau. Im Sommer 1927 kam es aber zum Bruch und im Oktober zog Gertrud mit den Kindern nach Lüneburg.
Während der Weltkonferenz der New Education Fellowship in Locarno im Sommer 1927, wo Petersen seinen Jenaplan vorstellte, lernte er Else Müller (* 5. Dezember 1891; † 8. Januar 1968 in Baddeckenstedt) näher kennen. Nach seiner Scheidung heirateten die beiden am 9. Februar 1928 in Frankfurt (Oder), dem Heimatort von Else. Nach ihren Lehrerexamen hatte Else zunächst an einem Internat in England unterrichtet, dann auch in Paris und in Buenos Aires. Ab 1916 unterrichtete sie Mathematik, Physik und Erdkunde wieder in Deutschland und promovierte in Jena über ein Thema der Wirtschaftsgeographie. Sie war für die Ideen der Reformpädagogik aufgeschlossen und besuchte 1926 im Rahmen der „Pädagogischen Woche“ die Universitätsschule in Jena. Nach der Eheschließung führte sie den Doppelnamen Müller-Petersen und vertrat Petersen als Leiter der Universitätsschule während seiner Reisen. Gelegentlich reiste sie auch mit ihm und wurde auch an seinen wissenschaftlichen Projekten beteiligt, wie etwa bei der Entwicklung der „Pädagogischen Tatsachenforschung“.
Else Müller-Petersen und Peter Petersen hatten zusammen drei Kinder: Elisabeth (* 1928), Katharina (* 1930) und Carsten-Peter (* 1932).
Seine erste Frau, Gertrud, zog 1931 mit den Söhnen zurück nach Jena, um den ihr von früher bekannten und inzwischen geschiedenen Physiker und Abteilungsleiter bei dem Jenaer Zeiss-Werk, Otto Eppenstein (1876–1942), zu heiraten. Gertrud war mit seiner ersten Frau, Ellen, in den 1920er Jahren eng befreundet. Ab 1931 blieb auch Petersen mit der Familie Eppenstein eng befreundet. Da Otto Eppenstein Jude war, wurde die Lage der Familie nach 1933 durch die Judenverfolgung zunehmend prekär. Otto starb nach längerer, schwerer Krankheit 1942 in Jena. Seine Eltern hatten 1933 den Freitod gewählt und seine Schwester starb in einem Konzentrationslager. Durch das enge Verhältnis zu seiner ehemaligen Frau Gertrud erlebte Petersen diese Schicksale aus unmittelbarer Nähe.
Die zwei Söhne Petersens aus erster Ehe waren Soldaten im Zweiten Weltkrieg. Nur der ältere, Uwe-Karsten, kehrte aus dem Krieg zurück. Uwe-Karsten Petersen wurde Chefarzt der Kinderklinik in Bremen und betreute später den Nachlass seines Vaters. Zusammen mit seiner Halbschwester Elisabeth vertrat er die Peter-Petersen-Nachlass-Gesellschaft. Um ein positives Andenken an ihren Vater zu bewahren, verhinderten diese immer wieder den Zugang zu bestimmten Teilen des Nachlasses durch kritische Wissenschaftler. Das Familienarchiv in Vechta wird von Nachfahren der Tochter Elisabeth Remmert (geb. Petersen) verwaltet und bietet ein Inhaltsverzeichnis über eine Website.

## Leistungen und Bewertung
In Abwendung von der vorherrschenden geisteswissenschaftlichen Pädagogik versuchte Petersen pädagogische Tatsachenforschung und wollte empirische und hermeneutische Forschungsverfahren verbinden. Petersen entwickelte an der Universität Jena, an die er im Rahmen der Greilschen Schulreform berufen wurde, den so genannten Jena-Plan. Seine große Leistung bestand darin, dass er verschiedene reformpädagogische Strömungen auf dem Hintergrund einer eigenständig entwickelten Erziehungswissenschaft miteinander verschmelzen wollte. Bereits 1928 würdigte ihn das Handbuch der Pädagogik von Herman Nohl/Ludwig Pallat dafür. Petersens Grundfrage lautete: „Wie soll die Erziehungsgemeinschaft beschaffen sein, in der und durch die ein Mensch seine Individualität zur Persönlichkeit vollenden kann?“
Petersen verstand sich als Verfechter einer menschlichen, kindgerechten Alternative zu den staatlichen, streng hierarchisch gegliederten Schulen der Zeit. Seine Reformanstrengungen zielten auf das gesamte Schulwesen ab. Er wollte eine allgemeine, freie Volksschule, in der beide Geschlechter unabhängig von Stand, Religion und Begabung miteinander so lange wie möglich gemeinsam lernen. Viel stärker betonte er aber eine Schulreform von innen. Seine Leistungen liegen in dem Versuch einer Verschmelzung von Theorie und Praxis, Lehre und Forschung:
- Erstens hat er eine selbständige und weitgehend autonome Erziehungswissenschaft entwickelt, die von der pädagogischen Tatsachenforschung, d. h. der systematischen Beobachtung des Kindes in seiner Erziehungsrealität, zur Absicherung und Korrektur pädagogischer Entscheidungen begleitet wird.
- Zweitens führte er die akademische Lehrerausbildung der Volksschullehrer ein und gründete die erste pädagogische Fakultät.
- Drittens machte er mit der Jenaplan-Schule einen wissenschaftlichen Schulversuch, den er theoretisch begleitete.

Mit der Jenaplan-Schule schuf er einen Prototyp von Schule, der auf wissenschaftlichen Erkenntnissen und Erfordernissen beruht und bis heute aktuell ist. Da er sein Konzept als „Ausgangsform“ und nicht als konzeptionelles Dogma betrachtete, können auch heutige Lehrer und Schüler an seine Arbeit anknüpfen. In den vergangenen Jahrzehnten wurden kognitive Elemente stärker in der Schule betont, ohne das Wissen in Haltungen, Einstellungen und Leidenschaft umzusetzen [„vom Kopf ins Herz“ (Pestalozzi)]. Der Jena-Plan stellt einen Lösungsvorschlag dar, der theoretisch und praktisch erprobt ist. Petersen bietet eine humane Pädagogik an, die durch Offenheit und Freiheit gekennzeichnet ist sowie ein schulisches (Er-)Leben ermöglicht.

## Nähe zum Nationalsozialismus
Der Bildungswissenschaftler Benjamin Ortmeyer kommt in seiner Habilitationsschrift nach Auswertung von Primärquellen und wissenschaftlicher Sekundärliteratur zu dem Schluss, dass Petersens pädagogisches Konzept bis hin zum Jenaplan auf völkisch-rassistischen Positionen im Sinne des NS-Systems basiert und vom Ansatz her nicht vom Kind ausgeht, sondern von einem völkischen Verständnis für das zu erziehende Kind. Neben anderen Beispielen für das rassistisch-antisemitische Denken Petersen verweist Ortmeyer darauf, dass Petersen 1933 in der Artamanen-Zeitschrift Blut und Boden eine antisemitische Buchrezension verfasste, in der er u. a. schrieb, Juden wirkten „für uns zersetzend, verflachend, ja vergiftend“, dass er 1941 einen Beitrag zur Rassenlehre (Rassische Hochwertigkeit) schrieb, der die Weißen über die Schwarzen stellte und vom „Wahnideal der ‚Gleichheit der Völker‘“ sprach. Ortmeyer verweist darauf, dass Petersen mehrere Vorträge im Sinne der SS im KZ-Buchenwald hielt, so noch am 25. April 1944 vor norwegischen Studenten, die wegen ihrer Proteste gegen die NS-Besatzungsmacht in Norwegen inhaftiert waren und nun ideologisch überzeugt und zum Eintritt in die Waffen-SS bewegt werden sollten. Was seinen pädagogischen Ansatz betrifft, betonte Petersen schon in seinem Aufsatz Bedeutung und Wert des Politisch-Soldatischen für den deutschen Lehrer und unsere Schule, dass das Soldatische Vorbild der Erziehungsarbeit sein solle. Schließlich stellte Petersen in seinem Buch Pädagogik der Gegenwart (1937) klar, was in deren Mitte zu stehen habe: „Fragen der Zucht und Ordnung, der Verantwortung und Führung“. Und in seiner nach dem Kleinen Jenaplan populärsten theoretischen Schrift mit dem Titel Führungslehre des Unterrichts, die 1937 erschien, betonte Petersen, dass seine Pädagogik als „Führung der Kinder“ und als „Absage an jede Spielform“ zu begreifen sei. Ein romantisierendes „Vom Kinde aus“ sei ebenso wie eine „weichliche Auffassung von Kamerad und Freund“ abzulehnen. Entscheidend sei eine Pädagogik „vom Volk aus“.
Der Montessori-Experte Harald Ludwig hingegen schreibt in seiner Kurzbiographie über Petersen: „Trotz einiger äußerer Anpassungen gab er die ethische Substanz seines pädagogischen Denkens, die im krassen Gegensatz zum Menschen verachtenden Rassismus des nationalsozialistischen Regimes stand, nicht auf.“
Der Erziehungswissenschaftler Hein Retter erwähnt in seiner Publikation zur Universitätsschule Jena, dass auch in den Jahren des Nationalsozialismus Schülerinnen und Schüler aus jüdischen, kommunistischen und sozialdemokratischen Elternhäusern unterrichtet wurden und ebenso wie Kinder mit Behinderungen im Rückblick die „Petersen-Schule“ als einen Schutzraum bewerten und die Bedeutung Petersens für ihr Leben würdigen.

## Petersens erziehungswissenschaftliches Denken
Eine der historischen Leistungen von Peter Petersen liegt darin, dass er die Pädagogik als (weitgehend) eigenständige und autonome Wissenschaft zu etablieren und theoretisch zu begründen versuchte. Nach seiner Auffassung besteht eine selbstständige Wissenschaft dann, wenn sie von anderen Fachrichtungen wie der Philosophie, Psychologie, Soziologie oder Biologie unabhängig ist. Die Begründung der autonomen Erziehungswissenschaft sieht Petersen im eigenen Gegenstandsbereich, und zwar dem der Erziehung. Er knüpft dabei an Fröbel an („Das Leben des Menschen ist ein Leben der Erziehung“) wie auch an Kant („Der Mensch kann nur Mensch werden durch Erziehung“). Als Wirklichkeitswissenschaft müsse sie jedoch die Erkenntnisse der Nachbarwissenschaften heranziehen. Daher bezeichnet er sie nur als „relativ“ eigenständig. Erziehungswissenschaft ist für ihn der Pädagogik vorgeordnet. Ihre Aufgabe ist es, die Erziehungsrealität als Ganzes innerhalb der Gesellschaft wissenschaftlich zu beschreiben, zu ordnen und ihren Sinnbezug aufzuzeigen. Petersen geht allerdings nicht nur empirisch und wissenschaftlich auf die Erziehung zu, sondern fragt stets auch nach ihrem Wesen.
Petersen bezieht sich stets auf ein individuelles und auf Gemeinschaft angelegtes Menschenbild, das christlich-religiöse Züge trägt. Erziehung ist für Petersen ein Merkmal des Menschseins, das ihn durch das gesamte Leben begleitet.
Erziehung dient aber im speziellen Sinne des absichtsvollen, geplanten und zielgerichteten Eingriffs der Charakterformung von Jüngeren durch Erwachsene. Dabei erziehen die Erwachsenen in Verantwortung vor Gott. Doch das Indoktrinieren verurteilt er aufs Schärfste. Den bewussten Anteil von Erziehung nennt Petersen Pädagogie, die er als die Wissenschaft von der Führung (1937) bezeichnet.
Erziehung ist das Besondere und Eigentümliche des Menschen, was ihn von anderen Lebewesen unterscheidet und die Sphäre des Menschseins offenbart. Sie spiegelt sich als geistige Funktion wider und äußert sich im potenziell möglichen menschlichen Erleben. Dazu zählt Petersen Güte, Liebe, Treue, Demut, Sich-Sorgen, Dienst, Kameradschaft, echtes Mitleid, Leid, Andacht, Ehrfurcht etc. Er nennt dies die Vergeistigung, die sich im selbsttätigen Handeln des Kindes, aber auch des Erwachsenen, von innen heraus vollzieht, und meint damit eine Humanisierung des Menschen im Kontext der Gemeinschaft bzw. der sittlichen Tugenden. Dies ist für ihn das Wesen und Ziel von Erziehung. Petersen bemüht sich um die emotionale Seite des Lebens in der Gemeinschaft, das Zwischenmenschliche, Tugenden und Werte, das Sittliche, wie er es nennt. Vergeistigung wird im christlichen Sinne durch den selbstlosen Dienst am Menschen, im Besonderen am Kind und Jugendlichen, erreicht – schlicht und ohne Worte. Dies ist der Ausdruck für echte Gemeinschaft. Dabei ist die Bereitschaft zum Dienst am Menschen das wesentliche Merkmal einer (humanisierten) Persönlichkeit.
Freiheit steht bei Petersen in enger Beziehung zur Vergeistigung bzw. Erziehung. So zitiert er Platon: „Der Mensch ist ein Sklave, wenn seine Handlungen nicht seine, sondern die Gedanken eines anderen ausdrücken.“ Petersen sieht in seiner Gemeinschaftspädagogik auch eine Freiheitspädagogik, in der zwar Autorität und Gehorsamkeit herrschen, diese aber dadurch gerechtfertigt seien, dass sie im Dienst des Menschen zu seiner Vergeistigung stehen. Freiheit entfalte sich im Handeln, schaffe Werte und letztendlich Sittlichkeit.
Petersens Werk ist durchzogen von einem pädagogischen Realismus, der für die Reformpädagogik untypisch war. Er erkennt darin die Basis für eine „illusionsfreie Erziehungswissenschaft“. Petersens Erziehungswissenschaft bildet ein offenes System des Lernens und Lehrens. Er weigert sich, normative Vorgaben an das Kind zu stellen, und akzeptiert es in seinem Sein. Sein realistischer Ansatz betont im Besonderen die „Tathandlung“ Pestalozzis als eine der Lebensbewältigung dienende praktische Lebenseinstellung. Gleichzeitig mahnt er (die Erzieher), die „Allmacht der bewussten Erziehung“ aufzugeben und sich der Begrenztheit, Fragwürdigkeit und Vergeblichkeit aller erzieherischen Anstrengungen klar zu sein. Petersens Werk spricht sich, ausgehend vom Menschen, der selbst nicht auf Vollendung angelegt ist, für ein offenes System ohne Voraussagen aus, was auch bedeutet, dass sein Jenaplan als Ausgangsform pädagogischen Handelns zu betrachten ist, dessen Ziel eine „Menschenschule“ ist.

## Würdigungen
In Deutschland wurden mehrere Schulen, Plätze und Straßen nach Petersen benannt, so z. B. in Köln, Frankfurt am Main, Berlin, Großenwiehe, Jena und Rostock.
2009 mehrten sich Stimmen, die wegen Petersens Antisemitismus und seiner Übereinstimmung mit der Rassenlehre des Nationalsozialismus die Umbenennung von nach ihm benannten Schulen und Orten forderten. Die Peter-Petersen-Schule in Kiel-Wik wurde im Rahmen einer Schulreform aufgelöst.
Durch Ortmeyers Untersuchungen wurde die Peter-Petersen-Schule im hessischen Weiterstadt dazu veranlasst, sich in „Anna-Freud-Schule“ umzubenennen.
Die Schulkonferenz der „Peter-Petersen-Schule“ in Hamburg-Wellingsbüttel distanzierte sich am 30. November 2009 einstimmig von ihrem bisherigen Namenspatron., die Schule wurde in „Irena-Sendler-Schule“ umbenannt. Die Schule in Bergheim erhielt den Namen „Schule am Römerturm“. Die PPS in Köln hat sich in Rosenmaarschule umbenannt. Im Stadtteil Eschersheim in Frankfurt am Main wurde die Peter-Petersen-Schule beim Schulformwechsel zur Integrativen Gesamtschule in IGS Eschersheim umbenannt.
In Jena gab es eine öffentliche Diskussion, den dortigen Petersenplatz umzubenennen. Ein entsprechender Antrag scheiterte am 14. Dezember 2010 zunächst im Kulturausschuss des Jenaer Stadtrates durch ein Stimmenpatt. Am 17. Februar 2011 befasste sich der Stadtrat mit einem neuen Umbenennungsantrag. Nach 3½-stündiger Debatte wurde der Antrag zur Umbenennung mehrheitlich angenommen, wenngleich der neue Name erst noch vom Kulturausschuss festzulegen war. Am 22. März beschloss der Kulturausschuss des Jenaer Stadtrates mehrheitlich die Umbenennung des Petersenplatzes in „Jenaplan“. An den Platz und seine (Namens-)Geschichte erinnert seitdem eine Tafel.
Auch in Mannheim gab es eine längere und nicht konfliktfreie Diskussion um den Namen Peter-Petersen-Gymnasium. Erst beim Neubau der Schule wurde sie umbenannt, dann im breiten Konsens. Schüler, Lehrer, Eltern und Bürger einigten sich auf eine Erinnerung an Johanna Geissmar. Zusammen mit der Einweihung des Neubaus 2014 wurde die Schule in Johanna-Geissmar-Gymnasium umbenannt.

## Veröffentlichungen (Auswahl)
- Die Neueuropäische Erziehungsbewegung. (1924, deutsch 1926)
- Der Kleine Jena-Plan. 1927, ISBN 3-407-22080-4.
- Führungslehre des Unterrichts. 1937, ISBN 3-407-54144-9.

Der große Jena-Plan in drei Bänden
- Schulleben und Unterricht einer freien allgemeinen Volksschule nach den Grundsätzen Neuer Erziehung.
- Das Gestaltende Schaffen im Schulversuch der Jenaer Universitätsschule.
- Die Praxis der Schulen nach dem Jena-Plan.

Allgemeine Erziehungswissenschaft in drei Bänden:
- Allgemeine Erziehungswissenschaft, I. Teil. 1924, ISBN 3-534-15193-3.
- Der Ursprung der Pädagogik. 1931
- mit E. Petersen: Die Analyse des Frontalunterrichts mit Hilfe von erziehungswissenschaftlicher Aufnahme und Tatsachenliste. In: Wissenschaftliche Zeitschrift der Friedrich-Schiller-Universität Jena 3, 1954, S. 509–529.
- Der Mensch in der Erziehungswirklichkeit. 1954, ISBN 3-407-54145-7.

Weitere Monographien zum Jena-Plan
- Eine Grundschule nach den Grundsätzen der Arbeits- und Lebensgemeinschaftsschule. 1925
- Der Jena-Plan und die Landschule.

Monographien zur Philosophie
- Der Entwicklungsgedanke in der Philosophie Wundts, zugleich ein Beitrag zur Methode der Kulturgeschichte. Dissertation. 1908.
- Geschichte der aristotelischen Philosophie im protestantischen Deutschland. Habilitationsschrift. 1921.
- Wilhelm Wundt und seine Zeit. 1925.

Die vollständige Bibliographie ist unter Weblinks einsehbar.